# Valeriana meonantha
Valeriana meonantha är en kaprifolväxtart som beskrevs av Ching Yung Cheng och H.B. Chen. Valeriana meonantha ingår i släktet vänderötter, och familjen kaprifolväxter. Inga underarter finns listade i Catalogue of Life.